# Vochov
Vochov település Csehországban, a Észak-plzeňi járásban. Vochov Plzeň, Město Touškov, Kozolupy, Vejprnice és Tlučná településekkel határos. Lakosainak száma 1614 fő (2024. január 1.).

## Népesség
A település lakosságának változását az alábbi diagram mutatja:
| Lakosok száma | 350  | 448  | 756  | 658  | 536  | 673  | 812  | 1041 | 1499 | 1614 |
|               | 1869 | 1900 | 1921 | 1961 | 1980 | 2011 | 2016 | 2019 | 2021 | 2024 |